# 藤井信吾
藤井 信吾（ふじい しんご、1944年 - ）は、日本の医学者。医学博士（京都大学・1981年）。京都大学名誉教授（医学）。社会医療法人岡本病院（財団）理事長。

## 人物
1963年広島大学附属福山中学校・高等学校卒業。1971年に京都大学医学部を卒業して、1985年京都大学医学部講師となる。その後、ジョンズ・ホプキンズ大学に留学し、1991年信州大学医学部教授、1997年には京都大学医学部婦人科学産科学教室教授に着任する。2004年には、日本産科婦人科学会会長となり、また、国際婦人科腫瘍学会の理事も歴任した。その後、国立病院機構京都医療センター院長を経て、公益財団法人田附興風会医学研究所北野病院院長となった。2023年、瑞宝中綬章受章。
主な研究テーマは婦人科腫瘍学で、子宮筋腫、子宮内膜症、子宮がん、卵巣がんなど女性臓器に発生する腫瘍を総合的に研究している。

## 略歴
- 1963年 - 広島大学附属福山中学校・高等学校卒業
- 1971年 - 京都大学医学部卒業
- 1981年 - 京都大学より医学博士の学位を取得、学位論文の題は「実験的leiomyomatosis peritonealis disseminata : 平滑筋様細胞の分化におよぼすprogesteroneの影響について」[3]
- 1985年
  - 京都大学医学部講師
  - ジョンズ・ホプキンズ大学に留学
- 1991年 - 信州大学医学部教授
- 1997年 - 京都大学医学部婦人科学産科学教室教授
- 2004年 - 日本産科婦人科学会会長
- 2007年 - 京大を定年退官、国立病院機構京都医療センター院長
- 2011年 - 公益財団法人田附興風会医学研究所北野病院院長
- 2018年　社会医療法人 岡本病院（財団）理事長

## 著書
- 子宮筋腫改訂新版(専門のお医者さんが語るQ&A)「保健同人社　藤井信吾、戸田文香」